# Rhododendron frey-wysslingii
Rhododendron frey-wysslingii är en ljungväxtart som beskrevs av J. J. Smith. Rhododendron frey-wysslingii ingår i släktet rododendron, och familjen ljungväxter. Inga underarter finns listade i Catalogue of Life.